# Liechtensteiner Cup 1994/95
Der Liechtensteiner Cup 1994/95 war die 50. Austragung des Fussballpokalwettbewerbs der Herren in Liechtenstein. Der FC Vaduz gewann zum 25. Mal den Titel.

## Teilnehmende Mannschaften
Folgende 14 Mannschaften nahmen am Liechtensteiner Cup teil:
| - FC Schaan - FC Schaan II - FC Vaduz - FC Vaduz II - FC Ruggell - FC Ruggell II - FC Triesenberg | - FC Triesenberg II - FC Balzers - FC Balzers II - USV Eschen-Mauren - USV Eschen-Mauren II - FC Triesen - FC Triesen II |

## 1. Runde
Der FC Vaduz und der FC Schaan hatten für diese Runde ein Freilos.
|                      | Ergebnis              |                   |
| -------------------- | --------------------- | ----------------- |
| FC Balzers II        | 2:3                   | USV Eschen-Mauren |
| FC Schaan II         | 0:4                   | FC Triesenberg    |
| FC Triesenberg II    | 0:9                   | FC Balzers        |
| FC Vaduz II          | 2:2 n. V. (4:3 i. E.) | FC Ruggell        |
| USV Eschen-Mauren II | 0:7                   | FC Triesen        |
| FC Ruggell II        | 1:5                   | FC Triesen II     |

## Viertelfinale
Die Partie zwischen dem FC Triesen II und dem FC Schaan wurde beim Stand von 0:1 aufgrund eines Unwetters abgebrochen und neu angesetzt.
|                | Ergebnis |                   |
| -------------- | -------- | ----------------- |
| FC Triesen     | 3:4      | FC Balzers        |
| FC Triesenberg | 3:4      | FC Vaduz          |
| FC Triesen II  | 0:6      | FC Schaan         |
| FC Vaduz II    | 1:6      | USV Eschen-Mauren |

## Halbfinale
|           | Ergebnis |                   |
| --------- | -------- | ----------------- |
| FC Schaan | 3:5      | USV Eschen-Mauren |
| FC Vaduz  | 3:1      | FC Balzers        |

## Finale
Das Finale fand am 25. Mai 1995 in Triesen statt.
| Datum      |          | Ergebnis |                   |
| ---------- | -------- | -------- | ----------------- |
| 25.05.1995 | FC Vaduz | 3:1      | USV Eschen-Mauren |